# Hayrick Butte
Hayrick Butte è un tuya, un tipo di vulcano subglaciale, situato nella contea di Linn, nell'Oregon.

## Descrizione
Situato nella Willamette National Forest vicino al Santiam Pass, si trova adiacente al cono di scorie Hoodoo Butte, che ha un comprensorio sciistico . L'Hayrick Butte si è probabilmente formato quando la lava esplose sotto un ghiacciaio o una calotta di ghiaccio sovrastante, producendo una sommità pianeggiante e delle pareti quasi verticali lungo il margine di contatto con il ghiaccio nel mentre che si raffreddava e si induriva. L'Hayrick Butte presenta un altopiano quasi piatto di circa 800 m di larghezza e pareti ripide che si innalzano per circa 210 m ai suoi lati. Un cartografo scambiò accidentalmente il nome dell'Hayrick Butte con quello del vicino Hoodoo; difatti la parola "hoodoo" di solito si riferisce a pile di rocce e pinnacoli come quelli osservati a Hayrick Butte.
Rispetto all'Hoodoo, l'Hayrick è una destinazione di ristoro meno popolare, sebbene possa essere scalato e ci siano percorsi per escursioni, ciaspolate e giri in motoslitta che lo circondano. Il suo versante nord è ricoperto da foreste subalpine con cicuta di montagna e abeti, comuni nella Catena delle Cascate.

## Geografia
Hayrick Butte è situato nella contea di Linn, nello stato americano dell'Oregon. Localizzato vicino al Santiam Pass,  fa parte della mappa topografica del Servizio Geologico degli Stati Uniti (USGS) del vulcano Three Fingered Jack. L'Hayrick Butte si trova a sud del Three Fingered Jack vicino all'Hoodoo Butte, al Sand Mountain Field, al Potato Butte e al Black Butte, con il Cratere Belknap e il Monte Washington più a sud. Si trova anche nei limiti del distretto McKenzie Ranger della Willamette National Forest .  Secondo il Geographic Names Information System, l'Hayrick Butte ha un'altitudine di 1671 m;  nel 1980, il Willamette National Forest Gazetteer ha elencato la sua elevazione a 1699 m.
L'Hayrick Butte si trova vicino al comprensorio sciistico di Hoodoo. In risposta a un nuovo piano generale dell'Hoodoo Ski Bowl nel 1995, il servizio forestale degli Stati Uniti ha pubblicato una bozza di dichiarazione sull'impatto ambientale per l'ambiente circostante. Il servizio forestale ha sostenuto che lo sviluppo a Hoodoo Butte e Hayrick Butte richiederebbe lo scavo e / o la frantumazione di 15.000-21.000 di suolo e roccia presso l'Hayrick Butte, che potrebbe accelerare l'erosione del suolo. La rimozione del suolo e della roccia limiterebbe anche in modo sostanziale la futura rivegetazione, riducendo ulteriormente la produttività del suolo nell'area. La dichiarazione del servizio forestale ha anche affermato che lo sviluppo di nuovi sentieri non porterebbe a significativi "effetti scenici", e che qualsiasi "modifica della forma del terreno" da parte di una proposta area di gioco sulla neve proposta avrebbe solo effetti moderati ea breve termine.

## Ecologia
Il Dipartimento della pesca e della fauna selvatica dell'Oregon ha stabilito all'inizio degli anni '90 che fosse possibile la presenza di nidi di falco pellegrino presso l'Hayrick Butte, sebbene fosse considerato un habitat non molto adatto a causa della mancanza di sporgenze adeguate e della continua presenza umana. Secondo un documento del 2003, l'Hayrick Butte ha una ricca foresta sul ripido pendio esposto a nord tra la cui flora sono presenti cicuta di montagna ed abeti ad un'altitudine di 1.550 m. Le foreste subalpine oroboreali come queste di solito si trovano ben al di sopra dei 1.500 m nella Catena delle Cascate, in zone con clima fresco e umido. Le precipitazioni medie per queste zone vanno dai 1.500 fino ai 3.000 millimetri, con estati fresche e inverni freddi e nevosi. Le fitte foreste sono meno comuni a quote più elevate, dove si passa a boschi irregolari separati l'uno dall'altro da distese di arbusti o prati.

## Geologia
La North Sister (appartenente al complesso vulcanico delle Three Sisters ) e il Monte Washington sono centri vulcanici isolati della piattaforma altamente mafica (ricca di magnesio e ferro) dell'arco centrale dell'Alte Cascate. Circa 4,5 milioni di anni fa, un'eruzione di lava mafica ha riempito una depressione pliocenica in fase di cedimento, creando la mafica catena delle Alte Cascate. Rispetto ai prodotti eruttivi presso la North Sister, i depositi di lava a Mount Washington hanno una maggiore abbondanza di elementi incompatibili (elementi inadatti per dimensioni e / o carica ai siti cationici dei minerali di cui è inclusa.). La vicina cupola di lava e il tuya (vulcano subglaciale) Hogg Rock mostrano una maggiore somiglianza con i depositi basaltici di andesite della North Sister, che sono scarsamente arricchiti di elementi incompatibili. La parte delle High Cascades che si estende a sud dal Monte Jefferson al Passo Santiam comprende vulcani a scudo, cupole di lava e coni di scorie. L'elevata altitudine delle rocce del Matuyama ad est del Passo Santiam, insieme all'esposizione di rocce del Brunhes ad ovest, implica la presenza di una faglia normale con tendenza verso nord.
L'Hayrick Butte è del tardo Pleistocene. Come l'Hogg Rock si tratta di una cupola di lava di andesite con una sommità piatta, ciò fa pensare possa essere un tuya o un vulcano subglaciale. Il vulcano è stato eroso dalle glaciazioni che hanno lasciato margini ricchi di vetro vulcanico e diaclasi. Sia l'Hayrick Butte che l'Hogg Rock hanno prodotto lava andesitica porfirica con plagioclasio e ortopirosseno e tracce di fenocristalli con olivina. L'Hayrick Butte costituì anche una "barriera" per l'Hoodoo Butte durante la glaciazione del Pleistocene, bloccando l'avanzamento del ghiaccio e l'erosione del cratere sommitale dell'Hoodoo.
La maggior parte dei duomi lavici nella Catena delle Cascate si trovano in gruppi o circondano solo alcuni dei principali centri vulcanici. Ci sono circa 190 duomi conosciuti nello stato dell'Oregon, di cui 40 situati vicino al Monte Jefferson, 22 vicino all'altopiano vulcanico di Tumalo, 28 vicino alle Tre Sorelle e quasi 60 che circondano il Monte Mazama. L'Hayrick Butte, invece, è più isolato; insieme al Benchmark Butte si è formato a più di 20 km da qualsiasi stratovulcano. Hildreth (2007) scrive allo stesso modo che l'Hayrick Butte è "chiaramente separato dai principali cluster o centri vulcanici evoluti".
L'Hayrick Butte ha una polarità magnetica normale. Come l'Hogg Rock e altre cupole di lava andesitiche nell'area, presenta abbondanza di elementi incompatibili inferiori rispetto ai depositi di roccia andesitica circostanti. Un'analisi dell'abbondanza di elementi del 1992 su campioni di andesite dell'Hayrick Butte mostra un livello di biossido di silicio (silice) del 60,1 percento, un livello di ossido di alluminio del 18,4 percento, un livello di ossido di calcio del 6,24 percento, un livello di ossido di ferro (II) del 5,55 percento e un livello di ossido di sodio del 4,42 per cento. L'Ossido di magnesio costituisce il 3.3 percento dei campioni, con livelli di ossido di potassio all'1,08 percento e di ossido di manganese (II), pentossido di fosforo e biossido di titanio tutti inferiori all' 1 per cento. Ulteriori studi del 1980 e del 1983 mostrano livelli simili di silice in campioni dell'Hogg Rock e dell'Hayrick Butte a circa 59 e 60 per cento.

## Storia
Secondo il cartografo Stuart Allen, uno dei primi cartografi cambiò accidentalmente i nomi dei vicini Hoodoo Butte e Hayrick Butte scambiandoli. La parola "hoodoo" difatti si riferisce a cumuli di roccia e pinnacoli come quelli osservati a Hayrick Butte,  mentre "hayrick" è un sinonimo di pagliaio, un nome più appropriato per Hoodoo Butte, che ha un profilo che ne ricorda la forma. Non è chiaro se questo errore si sia effettivamente verificato, ma i nomi sono rimasti fino ai giorni nostri.

## Attività ricreative
La Obsidian Climb School e la Eugene Mountain Rescue offrono corsi di arrampicata e sessioni sul campo ad Hayrick Butte. Un percorso di backcountry, con le racchette da neve, si estende per 6,4 km dal comprensorio sciistico di Hoodoo,con un'excursione di 61 m in altitudine. Il percorso si snoda tra l'Hayrick e l'Hoodoo Butte, offrendo vedute del Monte Washington. C'è un pericolo di valanghe vicino alla base di Hayrick. Un vecchio fondo stradale vicino al sentiero sale sull'Hoodoo Butte fino all'altopiano e alla cima del monte dove uno storico incendio ha bruciato molti alberi. Ci sono percorsi per motoslitte lungo la vecchia Santiam Pass Wagon Road a sud e la Forest Road 2690 a est, così come un geocache sulla vetta di Hayrick. Markian Hawryluk di The Bulletin in Bend ha descritto l'Hayrick come "antisociale" rispetto al "comprensorio sciistico adatto alle famiglie" dell'Hoodoo Butte,  citando le sue quasi verticali pareti alte 200 m.  Il tuya è anche circondato da burroni. William Sullivan di The Register-Guard ha scritto che Hayrick ha offerto "panorami mozzafiato" del Monte Jefferson, del Big Lake, dell'Hoodoo Butte, del Monte Washington e del Black Butte.  L'Hayrick Butte è visibile anche dal percorso ad anello di 11,1 km presso il lago Patjens vicino al Santiam Pass.